# Eje transversal

Animación que muestra la inclinación de una aeronave en torno a su eje transversal.

El eje transversal es un eje corporal perpendicular a la dimensión mayor de un cuerpo o bien a la dirección habitual de movimiento de un vehículo. El eje está en un ángulo recto tanto del eje longitudinal como del eje vertical.

## Rotación transversal de vehículos

Equilibrio de fuerzas en torno al eje transversal.

### Aeronaves
Los movimientos de rotación en torno al eje transversal en el caso de una aeronave se denomina «cabeceo», por asemejarse al gesto de afirmación que se hace con la cabeza. Este tipo de movimiento es posible gracias al timón de profundidad.

## Anatomía

Planos y ejes anatómicos en un humano

El eje transversal en anatomía se conoce habitualmente como eje laterolateral o eje izquierda-derecha. Se trata de un eje contenido en el plano transversal y que atraviesa el organismo de un lado a otro . A lo largo de su longitud se pueden diferenciar estructuras a la derecha y a la izquierda.